# HTC Hermes
HTC Hermes，原廠型號HTC Z，HTC TyTN，是台灣宏達電公司所推出的智慧型手機，搭載微軟 Windows Mobile 5，是全球第一臺三頻3G PDA手機，也是作為以hTC品牌進軍歐洲與日本的首發產品之一，配備三星400 MHz處理器，配有側滑動式QWERTY鍵盤，性能強大。2006年2月於歐洲首度發表。已知客製版本HTC P4500，HTC Z，HTC TyTN，Rogers＆HTC TyTN，Qtek 9600，Dopod 838 Pro，Dopod CHT9000，i-mate JASJAM，O2 Xda Trion，T-Mobile MDA Vario II，Vodafone VPA Compact III，Vodafone v1605，SFR v1605，Orange SPV M3100，AT&T 8525，Cingular 8525，Swisscom XPA v1605，SoftBank X01HT。

## 技術規格
- 處理器：Samsung SC32442 400MHz
- 作業系統：Windows Mobile 5.0 PocketPC Phone Edition
- 記憶體：ROM：128MB，RAM：64MB
- 尺寸：112.5mm X 58mm X 21.95mm
- 重量：176g（含電池）
- 螢幕：QVGA 解析度、2.8 吋 TFT-LCD 平面式觸控感應螢幕
- 網路：HSDPA/WCDMA/GSM
- 藍牙：2.0 with EDR
- Wi-Fi：IEEE 802.11 b/g
- 相機：200萬畫素相機，支援自動對焦功能
- 電池：1350mAh充電式鋰或鋰聚合物電池

## 外部連結
- HTC TyTN 系列
- HTC Z 概觀[永久]
- HTC Z 技術規格
- HTC TyTN 概觀
- HTC TyTN 技術規格